# Греческая консерватория
Греческая консерватория (греч. Ελληνικό Ωδείο) — высшее музыкальное учебное заведение, действующее в Афинах.
Основана в 1919 году композитором Манолисом Каломирисом, возглавлявшим её до 1926 года, когда он ушёл из неё, чтобы выступить учредителем Национальной консерватории; другой заметный музыкант, Дионисиос Лаврангас, с момента основания и до 1924 года возглавлял в консерватории оперную школу.
В настоящее время консерватория располагает, помимо Афин, 37 филиалами на территории Греции, а также отделением в албанском городе Влёра. Возглавляет консерваторию композитор Алкис Балтас.

## Известные преподаватели
- Димитриос Левидис
- София Спануди

## Известные студенты
- Димитрис Аграфиотис
- Теодорос Антониу
- Леонидас Кавакос